# Dan Heimiller
Daniel Heimiller (Californië, 25 juni 1962) is een professioneel Amerikaans pokerspeler. Hij won in zowel 2002 als 2014 een toernooi van de World Series of Poker. In totaal heeft Heimiller meer dan $5.400.000,- gewonnen in live-toernooien.

## World Series of Poker
Heimiller won zijn eerste bracelet in 2002 op het $2000 mixed game event, dat bestond uit een helft Texas Hold 'em en een helft Seven Card Stud. Hij versloeg hierbij Ram Vaswani in een heads-up. Zijn tweede bracelet won hij twaalf jaar later tijdens de World Series of Poker 2014, in het $1.000 Seniors No Limit Hold'em Championship event.

### Gewonnen bracelets
| Jaar | Toernooi                                     | Prijs (US$) |
| ---- | -------------------------------------------- | ----------- |
| 2002 | $2,000 ½ Hold'em - ½ Seven Card Stud         | $108.300    |
| 2014 | $1.000 Seniors No Limit Hold'em Championship | $627.462    |